# Rhipidia turritella
Rhipidia turritella är en tvåvingeart som först beskrevs av Alexander 1943.  Rhipidia turritella ingår i släktet Rhipidia och familjen småharkrankar. Inga underarter finns listade i Catalogue of Life.